# سرطانة ظهارية-عضلية ظهارية رئوية
السرطانة الظهارية-العضلية الظهارية الرئوية (إي إم إي سي إل) شكل نسيجي نادر جدًا من الأورام الظهارية الخبيثة («سرطانة») ينشأ من أنسجة الرئة.

## علم الوراثة
عادةً ما يعبر المكون الظهاري في هذا الورم بقوة عن الكيراتينات الخلوية، ولكنه يبدي سلبية بالنسبة لبروتين الأكتين وبروتين إس-100، بينما يصطبغ المكون الظهاري العضلي بشدة عند الكشف عن الأكتين وإس-100، وبشكل ضعيف فقط من الناحية البؤرية عند الكشف عن الكيراتينات الخلوية.

## التشخيص
من الناحية المجهرية، تتميز أورام إي إم إي سي إل ببنى غدية أو شبيهة بالأقنية ثنائية الطبقة، تتكون من خلايا داخلية مكعبة الشكل وخلايا خارجية متعددة الأقطاب.
تباين المظهر النسيجي لهذه الأورام، لكنها كانت جميعها تشترك في الانبثاث ثنائي الطور للخلايا الظهارية (إيجابية قوية للكيراتين الخلوي وسلبية للأكتين وإس-100) والعضلية الظهارية (إيجابية قوية للأكتين وإس-100 وإيجابية بؤرية ضعيفة للكيراتين الخلوي) مع تشكل بنى ثنائية الطبقة تشبه القناة. قد يسبب التشابه البؤري مع أورام الغدد اللعابية الأخرى صعوبات في التشخيص، خاصةً عند أخذ خزعات صغيرة ضمن القصبة. رغم أنه لا يُعرف سوى القليل عن إمكاناتها البيولوجية بسبب بيانات المتابعة المحدودة، تبين أن هذه الأورام تملك القدرة على الارتشاح والانبثاث عندما تكون في الرئة، لذلك، يجب تصنيفها على أنها سرطانات ظهارية-عضلية ظهارية. في الوقت الحاضر، يبدو أن الاستئصال الجراحي الكامل مع سلبية هامش الاستئصال هو العلاج المناسب والكافي.

## التصنيف
يشمل سرطان الرئة عائلة شديدة التغاير من الأورام الخبيثة، مع ما يزيد عن 50 متغيرًا نسيجيًا مختلفًا معترف به بموجب المراجعة الرابعة لنظام التصنيف التابع منظمة الصحة العالمية، الذي يُعتبر مخطط تصنيف سرطان الرئة الأشيع والأكثر استخدامًا على نطاق واسع. نظرًا لأن هذه المتغيرات لها خصائص وراثية وبيولوجية وسريرية مختلفة، بما في ذلك الاستجابة للعلاج، يعد التصنيف الصحيح لحالات سرطان الرئة ضروريًا لضمان حصول مرضى سرطان الرئة على العلاجات المثلى.
يصنف مخطط منظمة الصحة العالمية لعام 2004 سرطانات الرئة إلى 8 أنواع رئيسية:
- سرطانة الرئة حرشفية الخلايا
- سرطان الخلايا الصغيرة
- السرطانة الغدية
- السرطانة كبيرة الخلايا
- السرطانة الغدية الحرشفية
- السرطان الساركوماتوئيدي
- الورم السرطاوي
- السرطانة الشبيهة بسرطانة الغدد اللعابية

تعتبر إي إم إي سي إل نوعًا فرعيًا من السرطانات الشبيهة بسرطانة الغدد اللعابية، وهي أورام سميت بهذا الاسم لأن مظهرها النسيجي وخصائصها تشبه إلى حد كبير الأورام الخبيثة التي تنشأ في الغدد اللعابية الكبرى والصغرى.

### التدريج
تُحدد درجات إي إم إي سي إل بنفس الطريقة التي يتم بها تحديد درجات سرطانات الرئة الأخرى غير صغيرة الخلايا، استنادًا إلى نظام تصنيف تي إن إم (تصنيف الورم والعقد والنقائل).

## العلاج
يعد الاستئصال الجراحي الجذري الكامل هو العلاج المفضل لهذه الأورام، وفي معظم الحالات، يؤدي إلى البقاء على قيد الحياة لفترة طويلة أو الشفاء التام.

## المآل
يعد مآل إي إم إي سي إل ية جيدًا نسبيًا، وأفضل بكثير من معظم الأشكال الأخرى من سرطانات الرئة غير صغيرة الخلايا. تعتبر كل من الجمجمة والجافية مواقع محتملة لانبثاث خلايا السرطانة الظهارية-العضلية الظهارية الرئوية. يعد مؤشر إم آ بي-1 علامة تنبؤية لحدوث الخباثة.   

## الوقوع
يعد هذا الورم نادرًا للغاية، إذ أُبلغ عن عدد قليل فقط من الحالات في الأدبيات.
في الرئة، يوجد نوعان من السرطانات الشبيهة بسرطانة الغدد اللعابية، هما سرطان الجلد المخاطي والسرطانة الغدانية الكيسية، ورغم أنهما غير شائعين للغاية، يحدثان بمعدلات تتجاوز معدلات حدوث إي إم إي سي إل بمراحل.